# John Dennis (attore)
John Dennis (New York, 3 maggio 1925 – Apple Valley, 19 marzo 2004) è stato un attore statunitense.
Per il grande schermo vanta più di 50 partecipazioni dal 1953 al 1979, mentre per gli schermi televisivi diede vita a numerosi personaggi in oltre cento produzioni dal 1953 al 1983. Nel corso della sua carriera fu accreditato anche con i nomi Bob Brophy e Johnny Dennis.

## Biografia
John Dennis nacque a New York, nel Bronx, il 3 maggio 1925. Per il piccolo schermo interpretò, tra gli altri, il ruolo di Dutch Schultz in 10 episodi della serie televisiva The Lawless Years dal 1959 al 1961. Interpretò inoltre numerosi altri personaggi secondari o ruoli da guest star in molti episodi di serie televisive dagli anni cinquanta agli anni ottanta.
Fu inoltre accreditato in diverse produzioni cinematografiche per le quali interpretò personaggi più o meno secondari, come Big Eddie in Brooklyn chiama polizia del 1955, Kid Stanley in La rosa gialla del Texas del 1955, Red in Inferno nel penitenziario del 1958 e Brawny Foreman in Terremoto del 1974.
La sua ultima apparizione per il piccolo schermo avvenne nell'episodio A Ewing Is a Ewing della serie televisiva Dallas, andato in onda il 28 gennaio 1983. Per ciò che concerne il suo curriculum cinematografico, l'ultima interpretazione risale al film del 1979 Amore al primo morso in cui interpreta un poliziotto in moto. Morì a Apple Valley, in California, il 19 marzo 2004 e fu cremato.

## Filmografia

### Cinema
- Da qui all'eternità (From Here to Eternity), regia di Fred Zinnemann (1953)
- Taxi da battaglia (Battle Taxi), regia di Herbert L. Strock (1955)
- Marty, vita di un timido (Marty), regia di Delbert Mann (1955)
- La conquista dello spazio (Conquest of Space), regia di Byron Haskin (1955)
- Tempo di furore (Pete Kelly's Blues), regia di Jack Webb (1955)
- Brooklyn chiama polizia (The Naked Street), regia di Maxwell Shane (1955)
- La rosa gialla del Texas (The Return of Jack Slade), regia di Harold D. Schuster (1955)
- Ombre gialle (Target Zero), regia di Harmon Jones (1955)
- L'assassino è perduto (The Killer Is Loose), regia di Budd Boetticher (1956)
- Calling Homicide, regia di Edward Bernds (1956)
- Una ragazza ed una pistola (My Gun Is Quick), regia di Phil Victor, George White (1957)
- Il delinquente del rock and roll (Jailhouse Rock), regia di Richard Thorpe (1957)
- Alla larga dal mare (Don't Go Near the Water), regia di Charles Walters (1957)
- La vita di un gangster (I Mobster), regia di Roger Corman (1958)
- Furia d'amare (Too Much, Too Soon), regia di Art Napoleon (1958)
- Il grande rischio (Violent Road), regia di Howard W. Koch (1958)
- Frankenstein 1970, regia di Howard W. Koch (1958)
- Il nudo e il morto (The Naked and the Dead), regia di Raoul Walsh (1958)
- Inferno nel penitenziario (Revolt in the Big House), regia di R.G. Springsteen (1958)
- Un marziano sulla Terra (Visit to a Small Planet), regia di Norman Taurog (1960)
- The Touchables, regia di Monte Mann, Jay Sheridan (1961)
- Tre passi dalla sedia elettrica (Convicts 4), regia di Millard Kaufman (1962)
- Elettroshock (Shock Treatment), regia di Denis Sanders (1964)
- Ragazze sotto zero (Quick Before It Melts), regia di Delbert Mann (1964)
- Le ultime 36 ore (36 Hours), regia di George Seaton (1965)
- Per un pugno di donne (Tickle Me), regia di Norman Taurog (1965)
- La zebra in cucina (Zebra in the Kitchen), regia di Ivan Tors (1965)
- Tramonto di un idolo (The Oscar), regia di Russell Rouse (1966)
- La mia spia di mezzanotte (The Glass Bottom Boat), regia di Frank Tashlin (1966)
- Il comandante Robin Crusoe (Lt. Robin Crusoe, U.S.N.), regia di Byron Paul (1966)
- Una donna senza volto (Mister Buddwing), regia di Delbert Mann (1966)
- L'incredibile furto di Mr. Girasole (Never a Dull Moment), regia di Jerry Paris (1968)
- Funny Girl, regia di William Wyler (1968)
- Sogni perduti (Head), regia di Bob Rafelson (1968)
- Minuto per minuto senza respiro (Daddy's Gone A-Hunting), regia di Mark Robson (1969)
- All the Lovin' Kinfolk, regia di John Hayes (1970)
- Airport, regia di George Seaton (1970)
- Le 5 facce della violenza (The Animals), regia di Ron Joy (1970)
- Fandango, regia di John Hayes (1970)
- The Day of the Wolves, regia di Ferde Grofé Jr. (1971)
- 1999 - Conquista della Terra (Conquest of the Planet of the Apes), regia di J. Lee Thompson (1972)
- Garden of the Dead, regia di John Hayes (1972)
- Voglio la libertà (Up the Sandbox), regia di Irving Kershner (1972)
- Blackenstein, regia di William A. Levey (1973)
- 2022: i sopravvissuti (Soylent Green), regia di Richard Fleischer (1973)
- Slam! Colpo forte (The Slams), regia di Jonathan Kaplan (1973)
- È tempo di uccidere detective Treck (Truck Turner), regia di Jonathan Kaplan (1974)
- Mama's Dirty Girls, regia di John Hayes (1974)
- Super Ball, regia di Charles Edward (1974)
- Terremoto (Earthquake), regia di Mark Robson (1974)
- Frankenstein Junior (Young Frankenstein), regia di Mel Brooks (1974)
- Psychic Killer, regia di Ray Danton (1975)
- End of the World, regia di John Hayes (1977)
- Alta tensione (High Anxiety), regia di Mel Brooks (1977)
- Arizona campo 4 (Mean Dog Blues), regia di Mel Stuart (1978)
- Charlie and the Talking Buzzard, regia di Christopher Cain (1979)
- Amore al primo morso (Love at First Bite), regia di Stan Dragoti (1979)

### Televisione
- Armstrong Circle Theatre – serie TV, un episodio (1953)
- Robert Montgomery Presents – serie TV, un episodio (1953)
- I Led 3 Lives – serie TV, un episodio (1954)
- The Jackie Gleason Show – serie TV, un episodio (1954)
- Medic – serie TV, un episodio (1955)
- The Touch of Steel – film TV (1955)
- Sheriff of Cochise – serie TV, 2 episodi (1956-1957)
- La pattuglia della strada (Highway Patrol) – serie TV, 2 episodi (1956-1959)
- Cavalcade of America – serie TV, un episodio (1956)
- Dragnet – serie TV, un episodio (1956)
- Celebrity Playhouse – serie TV, episodio 1x24 (1956)
- Papà ha ragione (Father Knows Best) – serie TV, un episodio (1956)
- The Millionaire – serie TV, un episodio (1956)
- Il sergente Preston (Sergeant Preston of the Yukon) – serie TV, un episodio (1956)
- Ford Star Jubilee – serie TV, un episodio (1956)
- Schlitz Playhouse of Stars – serie TV, un episodio (1956)
- Scienza e fantasia (Science Fiction Theatre) – serie TV, episodio 2x15 (1956)
- The Man Called X – serie TV, un episodio (1956)
- Tales of Wells Fargo – serie TV, 2 episodi (1957-1961)
- The Web – serie TV, un episodio (1957)
- Meet McGraw – serie TV, un episodio (1957)
- Official Detective – serie TV, 2 episodi (1957)
- Il tenente Ballinger (M Squad) – serie TV, 2 episodi (1958-1960)
- U.S. Marshal – serie TV, 2 episodi (1958-1960)
- State Trooper – serie TV, un episodio (1958)
- Colt.45 – serie TV, un episodio (1958)
- Mike Hammer – serie TV, un episodio (1958)
- The Walter Winchell File – serie TV, un episodio (1958)
- Harbor Command – serie TV, episodio 1x24 (1958)
- Richard Diamond (Richard Diamond, Private Detective) – serie TV, un episodio (1958)
- The Restless Gun – serie TV, episodio 2x08 (1958)
- Bourbon Street Beat – serie TV, 2 episodi (1959-1960)
- Indirizzo permanente (77 Sunset Strip) – serie TV, 3 episodi (1959-1960)
- The Lawless Years – serie TV, 10 episodi (1959-1961)
- Flight – serie TV, episodio 1x36 (1959)
- Westinghouse Desilu Playhouse – serie TV, episodio 1x10 (1959)
- L'uomo ombra (The Thin Man) – serie TV, un episodio (1959)
- Maverick – serie TV, episodio 2x25 (1959)
- The Deputy – serie TV, 2 episodi (1960-1961)
- Perry Mason – serie TV, 3 episodi (1960-1963)
- Man with a Camera – serie TV, episodio 2x14 (1960)
- Tightrope – serie TV, episodio 1x22 (1960)
- Mr. Lucky – serie TV, episodio 1x20 (1960)
- Not for Hire – serie TV, episodio 1x32 (1960)
- Coronado 9 – serie TV, un episodio (1960)
- Bat Masterson – serie TV, un episodio (1961)
- The Roaring 20's – serie TV, un episodio (1961)
- Route 66 – serie TV, un episodio (1961)
- Alfred Hitchcock presenta (Alfred Hitchcock Presents) – serie TV, un episodio (1961)
- 87ª squadra (87th Precinct) – serie TV, un episodio (1961)
- Surfside 6 – serie TV, episodio 2x12 (1961)
- Il dottor Kildare (Dr. Kildare) – serie TV, un episodio (1962)
- Hazel – serie TV, 3 episodi (1963-1964)
- Going My Way – serie TV, episodio 1x25 (1963)
- Carovane verso il west (Wagon Train) – serie TV, un episodio (1963)
- The Crisis (Kraft Suspense Theatre) – serie TV, un episodio (1964)
- The Greatest Show on Earth – serie TV, episodio 1x22 (1964)
- Il fuggiasco (The Fugitive) – serie TV, un episodio (1965)
- La leggenda di Jesse James (The Legend of Jesse James) – serie TV, un episodio (1965)
- Gomer Pyle: USMC – serie TV, un episodio (1966)
- Dragnet 1967 – serie TV, 3 episodi (1968-1969)
- Ironside – serie TV, 2 episodi (1968-1972)
- Batman – serie TV, un episodio (1968)
- Mod Squad, i ragazzi di Greer (The Mod Squad) – serie TV, 4 episodi (1969-1972)
- Sui sentieri del West (The Outcasts) – serie TV, episodio 1x22 (1969)
- Get Smart – serie TV, un episodio (1969)
- Adam-12 – serie TV, 4 episodi (1970-1975)
- Marcus Welby (Marcus Welby, M.D.) – serie TV, un episodio (1970)
- Missione Impossibile (Mission: Impossible) – serie TV, un episodio (1971)
- Mannix – serie TV, un episodio (1971)
- Insight – serie TV, un episodio (1971)
- O'Hara, U.S. Treasury – serie TV, un episodio (1971)
- Dead Men Tell No Tales, regia di Walter Grauman - film tv (1971)
- Sulle strade della California (Police Story) – serie TV, 2 episodi (1973-1975)
- The Bait – film TV (1973)
- Squadra emergenza (Emergency!) – serie TV, un episodio (1973)
- A tutte le auto della polizia (The Rookies) – serie TV, un episodio (1973)
- Kung Fu – serie TV, un episodio (1973)
- La famiglia Partridge (The Partridge Family) – serie TV, un episodio (1973)
- Chase – serie TV, un episodio (1974)
- Kolchak: The Night Stalker – serie TV, un episodio (1974)
- Poliziotto di quartiere (The Blue Knight) – serie TV, 2 episodi (1975-1976)
- Cannon – serie TV, un episodio (1975)
- S.W.A.T. – serie TV, un episodio (1975)
- Barbary Coast – serie TV, un episodio (1975)
- Mobile One – serie TV, un episodio (1975)
- Harry O – serie TV, un episodio (1975)
- Ellery Queen – serie TV, episodio 1x09 (1975)
- Jigsaw John – serie TV, un episodio (1976)
- Quincy (Quincy M.E.) – serie TV, 4 episodi (1977-1981)
- L'uomo di Atlantide (Man from Atlantis) – serie TV, un episodio (1977)
- Baretta – serie TV, un episodio (1977)
- Project U.F.O. – serie TV, un episodio (1978)
- Richie Brockelman, Private Eye – serie TV, un episodio (1978)
- L'incredibile Hulk (The Incredible Hulk) – serie TV, un episodio (1978)
- Fantasilandia (Fantasy Island) – serie TV, un episodio (1978)
- CHiPs – serie TV, un episodio (1978)
- The Seeding of Sarah Burns – film TV (1979)
- The Power Within – film TV (1979)
- Taxi – serie TV, un episodio (1979)
- Eischied – serie TV, un episodio (1979)
- This Year's Blonde – film TV (1980)
- Truck Driver (B.J. and the Bear) – serie TV, un episodio (1981)
- Cuore e batticuore (Hart to Hart) – serie TV, un episodio (1981)
- Mae West – film TV (1982)
- Dallas – serie TV, un episodio (1983)